# TNM-classificatie
TNM Classificatie van Maligne Tumoren (TNM) is het systeem voor de stadiëring van kanker dat is ontwikkeld door de Union Internationale Contre le Cancer of International Union Against Cancer (UICC). De TNM classificatie wordt ook gebruikt door de American Joint Committee on Cancer (AJCC) en de International Federation of Gynecology and Obstetrics (FIGO). In 1987 werden de TNM-classificaties van de UICC en de AJCC tot één systeem gecombineerd met dezelfde definities.

## Algemeen principe
De meeste vormen van kanker hebben een eigen TNM classificatie. Niet voor alle tumoren is een TNM classificatie ontwikkeld, maar wel voor de meeste. Er is bijvoorbeeld geen TNM classificatie voor leukemie.
De algemene opzet voor de TNM classificatie is als volgt. De T staat voor tumor en beschrijft de lokale uitbreiding, de N staat voor lymfekliermetastasering (Engels: Node) en de M staat voor metastase op afstand.
De waardes tussen haakjes kunnen gebruikt worden om de uitbreiding van een tumor te beschrijven, maar niet voor alle vormen van kanker worden alle waardes gebruikt.

### Verplichte parameters ('T', 'N', and 'M')
- T (A,is,0,1-4): grootte of directe uitbreiding van de primaire tumor, een hogere waarde duidt op een slechtere prognose. Bij T0 is er geen aantoonbare primaire tumor.
- N (0-3): uitbreiding naar regionale lymfeklieren. '0' betekent geen lymfekliermetastasen, 1-3 betekent dat er metastasen in de regionale lymfeklieren voorkomen (waarde afhankelijk van aantal en lokalisatie lymfekliermetastasen)
- M (0/1): metastasen op afstand. '0' betekent geen metastase op afstand, '1' betekent metastasen op afstand.

Indien er onvoldoende onderzoek gedaan kon worden om de T, N of M te bepalen, dient een 'X' gecodeerd te worden.

### Andere parameters
- G (1-4): de histologische gradering van tumoren. Deze kan variëren van goed gedifferentieerd (lijken nog sterk op normale cellen) of anaplastisch (sterk afwijkend van normale cellen)
- R (0/1/2): of er na chirurgische of endoscopische verwijdering resten van de tumor zijn achtergebleven

De TNM kan bepaald worden op klinische informatie (lichamelijk onderzoek, röntgenonderzoek, etc) en wordt dan voorafgegaan door een 'c'. Als de TNM ook is gebaseerd op chirurgische informatie en pathologisch onderzoek wordt de TNM voorafgegaan door een 'p'.
De T, N en M parameters kunnen verder onderverdeeld worden in subcategorieën: bijvoorbeeld T1a en N1b4.

## Voorbeelden
- Een kleine, laaggradige maligniteit, chirurgisch behandeld, zonder uitzaaiingen naar lymfeklieren of op afstand zou beschreven kunnen worden als pT1 pN0 M0 G1
- Een grote, hooggradige vorm van kanker met uitzaaiing naar lymfklieren en andere organen, geen chirurgische behandeling, kan bijvoorbeeld beschreven worden als cT4 cN2 M1 G3

## Stadium
De TNM-stadiëring kan ook omgezet worden in een simpele stadium-indeling, het stadium kan variëren van I tot IV. Stadium IV betekent meestal metastasen op afstand (dus M1), Stadium I betekent meestal kleine lokale tumor zonder metastasen (bijvoorbeeld T1N0M0).

## Doel
De TNM heeft tot doel:
- keuze van de behandeling (behandelingsprotocollen zijn vooral gebaseerd op stadium)
- indicatie van de prognose
- vergelijkbaar maken van behandelingsresultaten tussen ziekenhuizen en landen

## Referentie
- Sobin LH, Wittekind Ch (eds). TNM Classification of Malignant Tumours, 6th Edition. Wiley, 2002. ISBN 0-471-22288-7.